# Heinz Margot
Heinz Margot (* 11. Oktober 1962 in Basel) ist ein Schweizer Schauspieler, Moderator und Gastronom.

## Leben und Wirken
Margot wuchs in Basel auf und arbeitete von 1983 bis 1985 für das Radio Basilisk, danach für das Schweizer Radio DRS als Moderator, Redaktor und Hörspiel-Regisseur. Von 1994 bis 2018 war er beim Schweizer Fernsehen SF (damals SF DRS) tätig und moderierte u. a. die Montagabend-Quizsendung "Megaherz". Zudem präsentierte er die Sendungen des SF zur Basler Fasnacht. Bis 2019 war er zusammen mit Michael Schacht in der „Philip Maloney-Lesetour“ auf Schweizerbühnen zu sehen.
Von 2002 bis 2011 lebte Margot in Zermatt, wo er sich hauptsächlich eigenen Gastronomie-Betrieben widmete. Aktuell lebt er wieder in Basel. Sein Sohn ist der Comedian Joël von Mutzenbecher.